# Sophta atrifalcis
Sophta atrifalcis är en fjärilsart som beskrevs av George Francis Hampson 1907. Sophta atrifalcis ingår i släktet Sophta och familjen nattflyn. Inga underarter finns listade i Catalogue of Life.